# الشريان العجزي الناصف
الشريان العجزي الوسيط (أو الشريان العجزي الأوسط) هو وعاء صغير ينشأ خلفاً للشريان الأورطي البطني. ينحدر على الخط الناصف أمام الفقرات القطنية الرابعة والخامسة والفقرات العجزية والعصعص وينتهي في غدة العصعص.
يعطي فروعاً صغيرة تمر إلى السطح الخلفي للمستقيم.
على الفقرة القطنية الأخيرة يتفاغر مع الفرع القطني للشريان الحرقفي القطني. وأمام العجز يتفاغر مع الشريان العجزي الوحشي مرسلاً فروعاً إلى الثقب العجزية الأمامية.